# HD21789
GSC4719-560 є подвійною зорею, що знаходиться  у сузір'ї Ерідан.
Ця подвійна система має видиму зоряну величину в смузі V приблизно 8,3.
Вона розташована на відстані близько 335,9 світлових років від Сонця.

## Подвійна зоря
Головна зоря цієї системи належить до хімічно пекулярних зір й має спектральний клас A6.
Інша компонента має  спектральний клас F1.